# Gold (película de 2016)
Gold (titulada Gold - La gran estafa en España y El poder de la ambición en Hispanoamérica) es una película estadounidense de suspenso y de aventura estrenada el 30 de diciembre de 2016, dirigida por Stephen Gaghan y escrita por Gaghan, Patrick Massett y John Zinman. Las estrellas de la película son Matthew McConaughey, Édgar Ramírez, Bryce Dallas Howard, Corey Stoll, Toby Kebbell, Craig T. Nelson, Stacy Keach y Bruce Greenwood. 
Está basada en la historia real del escándalo minero de Bre-X de 1988, cuando un depósito masivo de oro fue descubierto en las junglas de Indonesia y años después se supo que las muestras habían sido falsificadas.
El rodaje empezó el 29 de junio de 2015, en la ciudad de Nueva York, en Nuevo México y en Tailandia. La película fue estrenada en Estados Unidos el 30 de diciembre de 2016 y mundialmente el 27 de enero de 2017. Recibió una nominación a los Globos de Oro por su canción original, "Gold, el Torrente dorado".

## Resumen
Kenny Wells Torrent (Matthew McConaughey) es un desafortunado hombre de negocios que trabaja en la empresa minera que anteriormente dirigía su padre, recientemente fallecido. Luego de varios malos negocios, crea un equipo con el geólogo Michael Acosta (Édgar Ramírez) para encontrar el oro profundo en las junglas de Indonesia (Borneo), y con quien crea un contrato donde acuerdan dividirse 50% y 50% de las ganancias. 
Luego de esto, su empresa familiar, la Washao Mining Company, llega a ser conocida como la mina de oro más grande a nivel global. Pero posteriormente se descubre que la mina realmente no posee oro y la empresa quiebra, con los inversores perdiendo todo su dinero. Mientras tanto, Acosta había invertido su dinero en el extranjero, pero según investigaciones del FBI, el gobierno de Indonesia lanzó su cuerpo desde el helicóptero en el que era transportado por el ejército, con su cuerpo siendo luego encontrado e identificado como el de Acosta. 
El detective que investiga a Wells descubre que este no estaba involucrado en la estafa, por lo que habiendo perdido todo, regresa a vivir con su mujer. Ella le guardaba la correspondencia, que le había llegado mientras él no estaba, y descubre en uno de los sobres, enviado por Acosta, un cheque por 82 millones de dólares de un banco en un paraíso fiscal, y a través del cual Acosta cumple con el trato acordado con Wells tanto tiempo atrás.

## Reparto
- Matthew McConaughey como Kenny Wells Torrent.
- Édgar Ramírez como Michael Acosta.
- Bryce Dallas Howard como Kay.
- Joshua Harto como Lloyd Stanton.
- Timothy Simons como Jackson.
- Michael Landes como Binkert.
- Corey Stoll como Brian Woolf.
- Toby Kebbell como Agente del FBI Jennings.
- Bruce Greenwood
- Stacy Keach como Clive Coleman.
- Bill Camp como Hollis Dresher.
- Rachel Taylor como Rachel Hill.
- Macon Blair como Connie Wright.
- Bhavesh Patel como Owens.
- Patrick Duggan como Doorman.[1]
- Craig T. Nelson como Kenny Wells Torrent padre.

## Producción
El proyecto fue anunciado por el 12 de abril de 2011, como una película acerca de la caza del Tesoro de la Sierra Madre, escrito por Patrick Massett y John Zinman como escritores y desarrollado por Paul Haggis, quién lo mostró a Michael Mann. A Mann le gustó el guion, el cual Haggis también produjo junto con Michael Nozik. Más tarde en agosto de 2011, se informó que Christian Bale estaba siendo considerado para el papel principal, y se trataba de uno de varios proyectos entre los que tenía que escoger en aquel momento.
En marzo de 2012, Mann salió del proyecto debido a su implicación en el desarrollo de la película Atún Grande y una película de thriller llamada Blackhat. El 17 de octubre de 2012, Black Bear Pictures se unió al proyecto para  financiar y producir la película completamente. Eddy Schwarzman y Ben Stillman de Black Bear producirían la película junto con Haggis y Nozik a través de su Hwy61, y Massett y Zinman también producirían la película.
El 16 de mayo de 2013, TheWrap informó que Espiga Lee reemplazó a Mann para dirigir la película cuando Mann se fue para empezar la producción de su película cyberthriller sin título que finalmente se llamaría  Blackhat.
El 22 de agosto de 2014, la Deadline confirmó que Matthew McConaughey sería el protagonista de la película Gold.
El 28 de enero de 2015, se anunció que la película sería dirigida por Stephen Gaghan, reemplazando a Lee, y sería filmada en junio de 2015 en Ciudad de Nueva York, Nuevo México y Tailandia, mientras las ventas extranjeras de la película serían gestionadas por Sierra/Afinidad. Los productores serían Schwarzman y Nozik, junto con Massett, Zinman y McConaughey, mientras Haggis sería productor ejecutivo junto con Richard Middleton. El 12 de febrero de 2015, Sierra/Afinidad vendió la película a distribuidores internacionales en Mercado de Película europea en Berlín. Édgar Ramírez se unió al reparto como el geólogo Michael Acosta. El 30 de marzo de Encima 2015, La compañía de Weinstein adquirió los derechos de distribución de los EE. UU. de la película por 15 millones de dólares, y la película se distribuiría localmente a través de la etiqueta TWC-Company. El 15 de mayo de 2015, a Michelle Williams se le propuso protagonizar junto a McConaughey, como su mujer. Joshua Harto firmó el 3 de junio de 2015 para interpretar a Lloyd Stanton, el gestor de la cuenta bancaria del hombre de negocios. Timothy Simon se unió al elenco el 12 de junio de 2015 para interpretar a un banquero de Wall Street quién es forzado por el dúo para inspeccionar el valor potencial de la compañía en las junglas de Borneo. Michael Landes también firmó el 29 de junio de 2015 para protagonizar en la película. El 28 de agosto de 2015, se confirmó que Bryce Dallas Howard estaría en la película en el papel protagonista femenino como la novia de toda la vida de Well, reemplazando a Michelle Williams. Las otras incorporaciones al elenco fueron Corey Stoll, Toby Kebbell, Bruce Greenwood, y Stacy Keach. Daniel Pemberton compuso la música para la película.

### Filmación
El rodaje de la película empezó el 29 de junio de 2015, en Tailandia. En agosto, la película se filmó en Nuevo México. A principios de octubre comenzó la filmación en Ciudad de Nueva York en Manhattan.

## Estreno
Originalmente planificado para el 25 de diciembre de 2016, pero fue retrasado su estreno para el 27 de enero de 2017, el 25 de diciembre de 2016 fue estrenada de forma limitada para calificar para diferentes premios. La película fue estrenada de manera limitada para el 30 de diciembre de 2016, cinco días después de su presunto estreno.

### Recepción crítica
Según el sitio web de Tomates Podridos la película tiene un índice de aprobación de 43% basado en 7 críticas, con un índice medio de 3.6/10. En Metacritic, la película aguanta un índice de 51 de 100, que se basó en 9 críticas, indicando "revisiones mixtas o medianas".